# Jessica Lea Mayfield
Jessica Lea Mayfield (née le 27 août 1989 à Kent dans l'Ohio) est une auteure-compositrice-interprète américaine. Elle est connue pour son écriture au style intime, sinistre et minimaliste, chanté comme une plainte, inspiré à la fois par la country et le rock.

## Jeunesse
Jessica Lea Mayfield a d'abord joué dans le groupe familial de bluegrass One Way Rider à l'âge de 8 ans. À l'âge de 11 ans, elle a commencé à jouer de la guitare et à écrire ses chansons.

## Tournées
En plus de la première partie de nombreux artistes, Jessica Lea Mayfield s'est souvent produite en tête d'affiche, en particulier au Blossom Music Center à Cuyahoga Falls dans le cadre de A Prairie Home Companion en juillet 2010.

## Discographie

### Albums studios
- 2008 : With Blasphemy So Heartfelt
- 2011 : Tell Me
- 2014 : Make My Head Sing
- 2017 : Sorry Is Gone